# Макрофіти

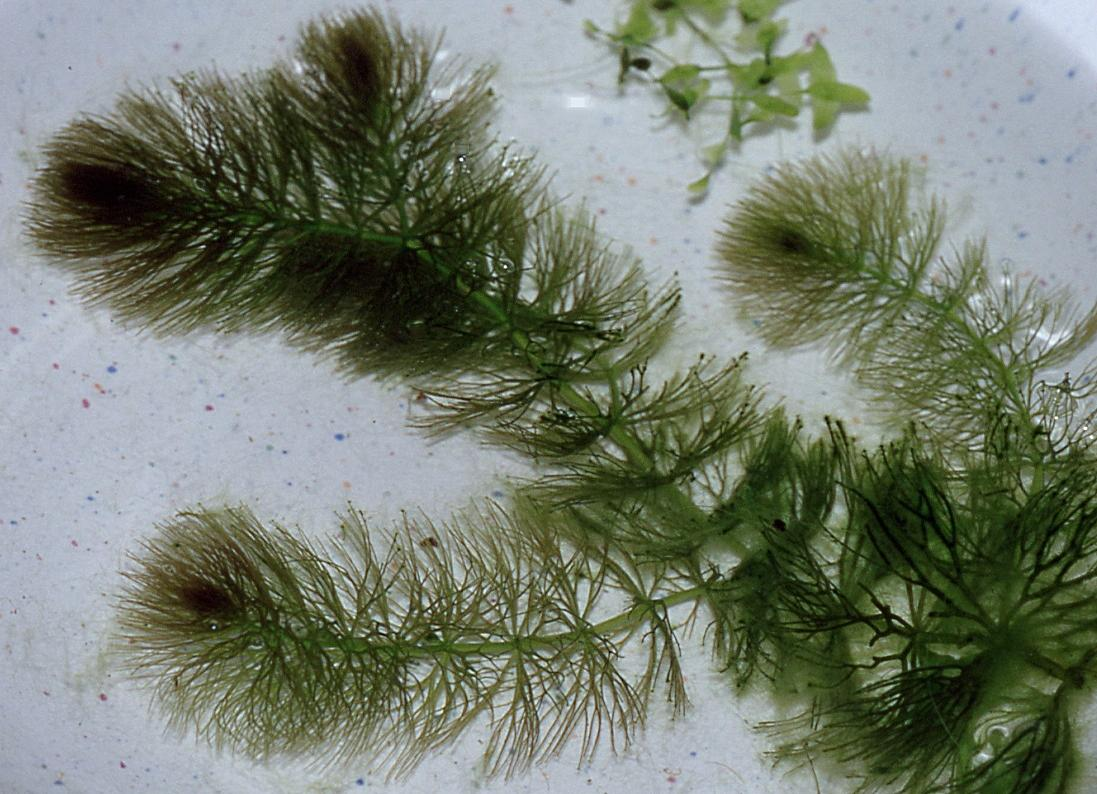
Кушир підводний — типовий макрофіт прісних водойм

Макрофіти — крупні багатоклітинні водорості (зелені, червоні, бурі, харові) та водні вищі рослини. Термін означає великі рослини, тобто ті, які видно неозброєним оком. Найчастіше цим терміном позначають морські рослини. Зустрічаються на всіх широтах головним чином у прибережній зоні. Є важливим компонентом морських екосистем. Макрофіти є продуцентами органічної речовини, середовищем існування та місцем нересту для багатьох видів водних тварин. 
Людина досить широко використовує запаси макрофітів. Деякі групи водоростей споживаються у їжу, з інших отримують хімічні сполуки (зокрема агар-агар). Також використовуються як добрива та корм для худоби.  